# Vasîlivka, Popilnea
Vasîlivka (în ucraineană Василівка) este o comună în raionul Popilnea, regiunea Jîtomîr, Ucraina, formată numai din satul de reședință.

## Demografie
Componența lingvistică a comunei Vasîlivka
     Ucraineană (98,92%)
     Alte limbi (1,08%)
Conform recensământului din 2001, majoritatea populației comunei Vasîlivka era vorbitoare de ucraineană (98,92%), existând în minoritate și vorbitori de alte limbi.